# The Lady in Number 6
The Lady in Number 6 ist ein US-amerikanisch-kanadisch-britischer Dokumentar-Kurzfilm aus dem Jahr 2013. Regie führte Malcolm Clarke. Der Film über die Holocaust-Überlebende und Pianistin Alice Herz-Sommer wurde 2014 mit dem Academy Award als „Bester Dokumentarkurzfilm“ ausgezeichnet.

## Handlung
Alice Herz-Sommer, Pianistin, Musikpädagogin und Überlebende des KZ Theresienstadt, spricht im Film über ihr Leben, ihre Lebensphilosophie und die Bedeutung der Musik. Die zum Zeitpunkt der Dreharbeiten 109-Jährige erzählt, was Musik auslöst, wie sie ihr Hoffnung gab, über die Sinnlosigkeit des Hassens und über Optimismus. Sie spricht über ihre Lieblingskomponisten und erzählt vom Leben in dem Londoner Apartmentblock, in dem sie wohnt. Zu Wort kommen außerdem Nachbarn der Pianistin und die Cellistin Anita Lasker-Wallfisch, die dem Mädchenorchester von Auschwitz angehörte.

## Rezeption
John Terauds von musicaltoronto.org missfiel die Hintergrundmusik, er bewertete den Film aber als „wunderschöne Leistung“ („Aside from the overly schlocky background music, Clarke’s documentary is a beautiful effort“).
Robert Hugill von planethugill.com bewertete die Dokumentation als „fesselnd“ und „bemerkenswert“ („An intriguing and remarkable film was released this summer, showcasing a moving and remarkable story.“).